# 204 Kallisto
Kallisto /kəˈlɪstoʊ/ (định danh hành tinh vi hình: 204 Kallisto) là một tiểu hành tinh khá điển hình ở vành đai chính, mặc dù có kích thước lớn. Nó thuộc loại tiểu hành tinh kiểu S, có màu sáng. Ngày 8 tháng 10 năm 1879, nhà thiên văn học người Áo Johann Palisa phát hiện tiểu hành tinh Kallisto khi ông thực hiện quan sát ở Pola và đặt tên nó theo tên Callisto trong thần thoại Hy Lạp, Callisto cũng là tên một vệ tinh của Sao Mộc.